# سيراس كلاين
سيراس كلاين هو محامي وسياسي أمريكي، ولد في 12 يوليو 1856 في مانسفيلد في الولايات المتحدة، وتوفي في 5 أكتوبر 1923 في أنغولا في الولايات المتحدة. نشط حزبياً في الحزب الديمقراطي. وقد انتخب عضو مجلس النواب الأمريكي ‏.